# Маслёнок белый
Маслёнок бе́лый (лат. Suillus placidus) — съедобный гриб из рода маслёнок семейства Suillaceae. Отличается белым цветом плодового тела.
Синонимы:
- Boletus placidus Bonord., 1861basionym
- Gyrodon placidus (Bonord.) Fr.
- Ixocomus placidus (Bonord.) E.-J. Gilbert, 1931

## Описание[2]
Шляпка 5—12 см диаметром, у молодых грибов выпуклая, подушковидная, затем — уплощённая, иногда вогнутая. Цвет шляпки у молодых грибов беловатый, по краям бледно-жёлтый, затем серовато- или желтовато-белый, при сырой погоде темнеющий до тускло-оливкового. Поверхность шляпки гладкая, голая и слегка слизистая, при высыхании — блестящая. Кожица легко снимается.
Мякоть плотная, белая или желтоватая, над трубочками светло-жёлтая. На изломе медленно меняет цвет на винно-красный; по другим источникам, не меняет цвета. Вкус и запах грибные, невыразительные. В KOH мякоть винно-красная; в аммиаке — красная.
Трубчатый слой приросший к ножке, иногда слабо нисходящий. Трубочки 3—8 мм глубиной, беловато-жёлтые, позже лимонно-жёлтые, затем оливково-жёлтые, оливково-буроватые. Поры мелкие (2—4 на мм), угловато-округлые, одноцветные с трубочками, часто с капельками красноватой жидкости, в зрелости обычно оливково-буроватые от спор.
Ножка 3—9 см х 0,7—2 см, цилиндрическая, иногда веретеновидная к основанию, эксцентричная или центральная, часто изогнутая, сплошная, белая, под шляпкой — желтоватая. В зрелости поверхность покрывается красновато-фиолетово-бурыми пятнышками и бородавочками, местами сливающимися в валики. Кольцо отсутствует.

### Микроструктуры
Споровый порошок светло-коричневатый, охряный, желтовато-оливковый. Споры 7—11 х 3—4 мкм, эллипсоидные, веретеновидно-овальные, гладкие, гиалиновые, в реактиве Мельцера — бледно-жёлтые, неамилоидные.
Базидии 24—28 х 6—7 мкм, в KOH — гиалиновые, в реактиве Мельцера — желтоватые, булавовидные, двух- и четырёхспоровые. Плевроцистиды 49—60 х 6—9 мкм, от субцилиндрических до булавовидных, с тёмно-бурым внутриклеточным и инкрустирующим пигментом; хейлоцистиды и каулоцистиды сходны с плевроцистидами, но более головчатые. Трама трубочек расходящаяся. Поверхность шляпки сложена из узких (3—6 мкм) бледно-жёлтых гиф. Пряжки отсутствуют.

## Экология и распространение
Растёт на почве с июня по ноябрь в смешанных лесах вместе с пятихвойными соснами: европейским кедром (Pinus cembra) в Европе (Альпах), Pinus strobus —  на востоке Северной Америки, Pinus massoniana —  в Китае,  сибирским кедром (Pinus sibirica), корейским кедром (Pinus koraiensis) и кедровым стлаником (Pinus pumila) — в Сибири и на Дальнем Востоке. Пик плодоношения приходится на август—сентябрь. Встречается одиночно и малыми группами.

## Сходные виды
Белая шляпка, ножка, покрытая красноватыми пятнами, и отсутствие покрывала в сочетании с близостью к соснам делает этот вид легко распознаваемым. Встречающиеся в тех же местах маслёнок сибирский, Suillus sibiricus (Singer) Singer, и маслёнок кедровый, Suillus plorans (Rolland) Kuntze, заметно темнее окрашены.
В качестве сходного гриба упоминается также съедобный подберёзовик болотный, Leccinum holopus (Rostk.) Watling, редкий гриб, образующий микоризу с берёзами. У последнего окраска в зрелом состоянии приобретает зеленоватый или синеватый оттенок.

## Пищевые качества
Съедобный, но незначительный гриб. Пригоден в пищу в свежем, маринованном и солёном виде. Собираются только молодые плодовые тела, которые сразу же следует готовить, т.к. их мякоть быстро начинает гнить.